# Chaos Overlords: Strategic Gang Warfare
Chaos Overlords — пошаговая стратегия, разработанная Stick Man Games и издана New World Computing для Microsoft Windows и classic Mac OS в 1996 году.

## Сюжет[1]
2046 г. Мировые правительства стали абсолютно бесполезными и неэффективными, фактически власть полностью перешла к частным суперкорпорациям, скупившем к тому моменту и всё, что можно, и всё, что нельзя.
2050 г. Создаётся WUS, символическое мировое правительство, на самом деле управляемое всё теми же супекорпорациями. С одной стороны, новая власть вводит жёсткую цензуру для наведения порядка и контроля за населением, с другой — неофициально поддерживает «крёстных отцов», Лордов Хаоса, занимающихся рэкетом предприятий, находящихся в сфере их влияния, и распространяющих на местах наркоманию и порнографию.
В каждом городе существует несколько «крёстных отцов», ведущих отчаянную борьбу друг с другом за сферы влияния. Они-то и превращают города в настоящие поля кровавых сражений, основная цель которых — установление полного контроля над данной территорией. WUS изредка, только тогда, когда уже абсолютно невозможно утаить все эти безобразия, устраивает полицейские чистки, в результате которых достаётся всем, попавшим под руку. Однако на самом деле подобные «мероприятия» — видимость закона. В результате, на место одного убитого бандита приходят двое новых. Да разве можно реально бороться с тем, чем по своей внутренней сути является и само действующее правительство…
Игроку предстоит попробовать себя в роли одного из шести «Лордов Хаоса», находящихся и пытающих разделить город.

## Игровой процесс

### Соперники, город

Основной игровой экран, с изображением города, поделённого на сектора

В игре участвуют 6 оппонентов, минимум один из которых является управляемым игроком-человеком.
Пространством игры является город, разделённый на 64 равных сектора, разлинеенных и промаркированных, как в шахматах (a1..h8)
В начале любого сценария у каждой соперничающей стороны есть 1 сектор со штабом, и 1 банда (все стартовые банды — одинаковые)

### Сценарии
Цели игры делятся на 2 группы — игра до достижения определённой цели либо игра по времени.
- Сценарии с определённой целью:
  - Убей их всех (англ. Kill’em all) — полностью ликвидировать всех пятерых соперников, оставив их без секторов и банд;
  - Большие 40 (англ. Big 40) — выигрывает тот, кто первым захватит 40 любых секторов;
  - Осада (англ. Siege) — выигрывает тот, кто захватит все штабы в игре;
  - Устранение (англ. Eliminate) — выигрывает последний выживший. Проигрыш в игре наступает в момент уничтожения «правых рук», первой банды под командованием каждого из Лордов;
  - Большой Человек (англ. Big man) — за контроль над любым из 4х центральных секторов (d4,d5,e4,e5) присуждается одно очко в ход. Набравший 40 очков, выигрывает.
  - Армагеддон (англ. Armageddon) — необходимо захватить все 64 сектора. В данном варианте игры старт отличается от других двумя условиями:
    - количество наличных изменено с 20 до 500 условных единиц;
    - известны все технологии, а не начальные (1-2 технический уровень);
- Сценарии по времени: все они длятся определённый отрезок игрового времени (полгода, год, 2 года и 4 года), после чего игра оканчивается в любом случае.
  - Жадность (англ. Greed) — выигрывает тот, у кого на момент окончания игры(см.ниже) наибольшее количество наличных;
  - Власть (англ. Power) — выигрывает тот, у кого на момент окончания игры больше всего секторов;
  - Принятие (англ. Acceptance) — выигрывает тот, у кого в принадлежащих секторах большая сумма параметра support;
  - Доминирование (англ. Dominance) — победитель определяется по сложной формуле от наличных,

количества секторов и суммы понятия support.

### Игровые объекты

#### Банда
Единственный метод воздействия игрока на игровой мир — отдача приказов существующим бандам и наём новых. Банды характеризуются набором базовых параметров, значения которых можно изменить в некоторых пределах зданиями и/или предметами (см.ниже), а также стоимостью при найме, численностью (force, от 1 до 10, при найме — единственный неизвестный параметр и «зарплатой» (которая платится банде каждый ход в полном размере, несмотря на численность).

##### Параметры банд
Параметры включают в себя:
- Технический уровень (англ. Tech Level) — определяет максимальный техн. уровень вещей которые банда может исследовать и использовать;
- Атака (англ. Combat) — боевая мощь банды в атаке;
- Защита (англ. Defense) — боевая мощь банды в обороне;
- Скрытность (англ. Stealth) — противодействие вражескому обнаружению;
- Обнаружение (англ. Detect) — способность видеть вражеские банды в секторе;

Дальнейшие параметры являются дополнительными, не влияют на бой и определяют успешность банды в соответствующих действиях
- Беспорядки (англ. Chaos) — наведение беспорядков
- Контроль (англ. Control) — контроль вражеского сектора или удерживание собственного
- Лечение (англ. Heal) — восстановление собственной численности;
- Влияние (англ. Influ) — установление контроля над зданием
- Исследования (англ. Research) — скорость изобретения новых вещей

Последняя группа параметров совместно с базовой «атакой», и используемыми вещами, определяет общую «атаку» банды. К атаке добавляются:
- Физическая сила (англ. Strength) — в случае неиспользования дистанционного (range) оружия;
- Владение клинковым оружием (англ. blade) — в случае использования соответствующего типа оружия;
- Владение дистанционным оружием (англ. range) — в случае использования соответствующего типа оружия;
- Умение драться (англ. fighting) — в случае отсутствия оружия как такового;
- Знание боевых искусств (англ. M Arts) — в случае отсутствия оружия как такового, при этом при атаке данной банды противником, тот не даёт сдачи, если у него в данном параметре 0 либо он использует оружие;

##### Действия банд
Каждый игровой раунд можно выполнить только одно действие одной бандой.
- Атака (англ. Attack) — атака выбранной банды противника;
- Подкуп (англ. Bribe) — подкуп полиции в данном секторе, повышает спокойствие в секторе;
- Беспорядки (англ. Chaos) — наведение беспорядков. Приносит прибыль, понижает спокойствие в данном секторе;
- Контроль (англ. Control) — попытка установить контроль над вражеским или нейтральным сектором;
- Экипировать (англ. Equip) — покупка доступной по техническому уровню и изобретениям вещи. Покупка осуществляется между раундами, если денег будет недостаточно, предмет не будет куплен и игроку будет показано соответствующее сообщение;
- Отдать (англ. Give) — передать другой дружественной банде в секторе один из уже купленных предметов. Предметы более технологичные, нежели банда которой планируется передача, передать нельзя;
- Лечение (англ. Heal) — восстановление собственной численности. Проходит до фазы атаки банд;
- Прятаться (англ. Hide) — Добавляет случайное число к stealth при проверке. Если банда выигрывает, её нельзя атаковать, но она не противодействует захвату сектора врагами. Если проигрывает — то атака возможна, но противодействия захвату всё равно нет.
- Влияние (англ. Influence) — подчинение одного здания в контролируемом секторе своей группировке;
- Перемещение (англ. Move) — перемещение в одну из 8 соседних клеток.
- Исследование (англ. Research) — исследование одного из типов обмундирования. Без зданий (см. ниже), даже при максимальном техническом уровне банды (10) возможно только до пятого уровня включительно.
- Продажа (англ. Sell) — продажа одного из предметов экипировки
- Донос (англ. Snitch) — действие, противоположное подкупу, понижает спокойствие в секторе.
- Отсутствие действия (англ. None).
- Роспуск (англ. Terminate) — уничтожение банды. Имеет смысл в случае необходимости сократить расходы.

С начала игры у игрока есть 3 банды для найма. Нанимать можно по одной в ход, перетаскивая изображение банды в контролируемый игроком сектор. Если банда нанята, на следующий раунд на её место придёт следующая, выбранная случайным образом из 80, представленных в игре, кроме «правых рук». Можно заменить одну из банд, не нанимая её, но только одно из двух действий возможно в отдельно взятый ход.

#### Сектор
Каждый сектор имеет 3 здания, координаты а также 4 параметра:
- Прибыль (англ. Income) — влияет на прибыль от беспорядков в секторе, имеет 5 градаций (UP,UM,MI,LM,LO, от наибольшей к наименьшей)
- Спокойствие (англ. Tolerance) — уменьшается при беспорядках и, в меньшей степени, вооружённых стычках. При низком значении может приехать полиция, о чём будет сообщено игроку и данный сектор вообще не принесёт прибыли. В случае, если за 5 ходов полиция приезжает трижды, сектор становится нейтральным, и там появляются формирования WUS.
- Поддержка (англ. Support) — особый параметр, имеющий значение в сценариях на время.
- Деньги (англ. Cash) — прибыль, приносимая вашей группировке в ход.

#### Здания
Имеют все базовые параметры банд и параметры сектора, при контроле группировкой влияют своими параметрами на параметры данного сектора и всех банд контролирующей группировки.
Особое значение имеют 4 здания:
- Научный центр (англ. Science Center) — позволяет исследовать в данном секторе технологии до 8го уровня включительно;
- Исследовательская лаборатория (англ. Research Lab) — позволяет исследовать в данном секторе технологии до 10го уровня включительно;
- Завод (англ. Factory) — даёт скидку 33 % на всё закупаемое оборудование;
- Штаб (англ. Headquarters) — захватывается вместе с сектором, имеет значение в сценарии «Осада»

#### Предметы
Делятся на 3 группы:
- Оружие, в свою очередь, разделяется по видам:
  - Ближнего боя (англ. melee);
  - Клинковое (англ. blade);
  - Дистанционное (англ. range);
- Броня
- Прочее

Предметы оказывают влияние на параметры банды. Каждая банда может носить только одну вещь каждого вида.

## Дополнения
- Игра распространялась как условно-бесплатная (shareware) ;
- Наброски игры появились за 3 дня, в первый из которых у будущих создателей были листы бумаги, а на 3й — напечатанные карточки банд, и разлинеенный «город».[5]
- Создатели отмечают тот факт, что на создание игры повлияли такие игры как MTG, Dungeons and Dragons

| Сводный рейтинг       | Сводный рейтинг      |
| Агрегатор             | Оценка               |
| --------------------- | -------------------- |
| GameRankings          | 71,00 % (2 обзора)   |
| Metacritic            | 70 / 100 (6 обзоров) |
| MobyRank              | 65 / 100 (5 обзоров) |
| Иноязычные издания    |                      |
| Издание               | Оценка               |
| GameSpot              | 9,2 / 10             |
| IGN                   | 8,5 / 10             |
| Русскоязычные издания |                      |
| Издание               | Оценка               |
| Absolute Games        | 79 %                 |
| StopGame.ru           | 3,9/5                |

## Разработка Chaos Overlords 2
В 2006 году началась разработка продолжения Chaos Overlords, появился официальный сайт CO2, который был впоследствии приостановлен, из-за «наплыва спама». Начиная с 5 мая 2010 г., разработка находится в паузе, информация о работе проекта может быть найдена на сайте разработчика, либо на странице проекта в социальной сети facebook.